# Toxicodendron
Toxicodendron é um género botânico pertencente à família Anacardiaceae.